# Chapelle Saint-Meuf
La chapelle Saint-Meuf est un édifice catholique située aux Authieux-sur-Calonne, dans le département français du Calvados en région Normandie. Elle est inscrite au titre des Monuments historiques.

## Localisation
La chapelle est située dans le département français du Calvados, à l'ouest du bourg des Authieux-sur-Calonne.

## Historique
L'édifice est inscrit au titre des monuments historiques depuis le 17 juillet 1926.